# جان ماريان كازماريك
جان ماريان كازماريك (بالبولندية: Jan Kaczmarek)‏ هو عميد بولندي، ولد في 2 فبراير 1920 في Pabianice ‏ في بولندا، وتوفي في 18 أكتوبر 2011 في باريس في فرنسا.

## روابط خارجية
- جان ماريان كازماريك على موقع مونزينجر (الألمانية)